# Daniel Gordon (artiste)
Pour les articles homonymes, voir Daniel Gordon (homonymie) et Gordon.
Daniel Gordon, né en 1980 à Boston, est un photographe américain qui vit et travaille dans l'arrondissement de Brooklyn à New York. 

## Vie et travail
Daniel Gordon est connu pour ses photographies couleur de grande taille de natures mortes réalisées à partir de collage.  Le New York Times décrit son travail comme la création de « tableaux figuratifs à partir de papier et d’images découpées que Gordon photographie ensuite. Son travail semble motivé par l'obsession profonde d'avoir un corps et par le malaise qui lui est lié ».
Daniel Gordon expose son travail lors d'expositions personnelles dans les galeries Zach Feuer, Wallspace, à Leo Koenig, Inc., à Projekte à New York et à la galerie Claudia Groeflin à Zurich, en Suisse.  
Il fait également partie d'expositions au Museum of Modern Art, à la Saatchi Gallery de Londres, à la Gallery 400 de l'Université de l'Illinois. Il est aussi l'un des participants du Greater New York 2010 du MoMA PS1. Il est l'auteur de Portrait Studio (Onestar Press, 2009) et de Flying Pictures ( livres PowerHouse, 2009). Son travail fait partie de la collection du Museum of Modern Art, à New York.  
Daniel Gordon est conférencier invité du Sarah Lawrence College en 2009. 
- 2004–2006 : Yale School of Art, maîtrise en beaux-arts, New Haven, Connecticut
- 1999–2004 : Bard College, Annandale-on-Hudson, NYC

## Images
- Nude Portrait. 2008
- Red Headed Woman. 2008
- Daniel Gordon - Site Web
- Daniel Gordon - Triple Canopy
- New York Close Up - Art21 a réalisé un court métrage sur Daniel Gordon en 2013